# Liste des conservatoires de musique, danse et art dramatique en France
Pour un article plus général, voir Conservatoire de musique, danse et art dramatique en France.
Cette page donne la liste des conservatoires de musique, danse et art dramatique en France désignés par leur niveau et leur ville d'implantation. Leur appellation locale (qui est parfois le nom du musicien en hommage duquel ils ont été baptisés) est donné entre parenthèses.

## Listes des conservatoires nationaux supérieurs
- Conservatoire national supérieur d'art dramatique (Paris)
- Conservatoire national supérieur de musique et de danse de Lyon (Rhône)
- Conservatoire national supérieur de musique et de danse de Paris (Paris)

## Listes des conservatoires à rayonnement régional, départemental, communal ou intercommunal
Ces établissements publics d'enseignement artistique sont répartis, dans chaque région, entre conservatoires à rayonnement régional (CRR), départemental (CRD), communal ou intercommunal (CRC/CRI). Ils sont présentés ici par région.

### Auvergne-Rhône-Alpes
- Conservatoire à rayonnement régional de Grenoble (Isère) (Conservatoire de Grenoble)
- Conservatoire à rayonnement régional de Saint-Étienne (Loire) (Conservatoire Massenet de Saint-Étienne)
- Conservatoire à rayonnement régional de Clermont-Ferrand (Puy-de-Dôme) (Conservatoire Emmanuel-Chabrier)
- Conservatoire à rayonnement régional de Lyon (Rhône) (Conservatoire de Lyon)
- Conservatoire à rayonnement régional de Chambéry (Savoie) (Conservatoire à rayonnement régional de Chambéry et des Pays de Savoie)
- Conservatoire à rayonnement régional d'Annecy (Haute-Savoie) (Conservatoire à rayonnement régional agglomération d'Annecy Pays de Savoie)
- Conservatoire à rayonnement départemental de Bourg-en-Bresse (Ain)
- Conservatoire à rayonnement départemental d'Oyonnax (Ain)
- Conservatoire à rayonnement départemental de Montluçon (Allier)
- Conservatoire à rayonnement départemental de Vichy (Allier)
- Conservatoire à rayonnement départemental d'Aurillac (Cantal)
- Conservatoire à rayonnement départemental de Romans-sur-Isère (Drôme)
- Conservatoire à rayonnement départemental de Valence (Drôme)
- Conservatoire à rayonnement départemental de Bourgoin-Jallieu (Isère)
- Conservatoire à rayonnement départemental du Puy-en-Velay (Haute-Loire)
- Conservatoire à rayonnement départemental de Thiers (Puy-de-Dôme)
- Conservatoire à rayonnement départemental de Villeurbanne (Rhône)
- Conservatoire à rayonnement intercommunal de Saint-Flour communauté (Cantal)
- Conservatoire à rayonnement intercommunal de Hautes Terres Communauté (Cantal)
- Conservatoire à rayonnement intercommunal d'Annemasse Agglo (Haute-Savoie)
- Conservatoire à rayonnement communal de Bellegarde-sur-Valserine (Ain)
- Conservatoire à rayonnement communal de Belley (Ain)
- Conservatoire à rayonnement communal de Ferney-Voltaire (Ain)
- Conservatoire à rayonnement communal de Miribel (Ain)
- Conservatoire à rayonnement communal de Moulins (Allier)
- Conservatoire à rayonnement communal d'Annonay (Ardèche)
- Conservatoire à rayonnement communal de Privas (Ardèche)
- Conservatoire à rayonnement communal de Montélimar (Drôme)
- Conservatoire à rayonnement communal de Pierrelatte (Drôme)
- Conservatoire à rayonnement communal d'Eybens (Isère)
- Conservatoire à rayonnement communal de Fontaine (Isère)
- Conservatoire à rayonnement communal de Meylan (Isère)
- Conservatoire à rayonnement communal de Le Pont-de-Claix (Isère)
- Conservatoire à rayonnement communal de Roussillon (Isère)
- Conservatoire à rayonnement communal de Saint-Clair-du-Rhône (Isère)
- Conservatoire à rayonnement communal de Saint-Egrève (Isère)
- Conservatoire à rayonnement communal de Saint-Martin-d'Hères (Isère)
- Conservatoire à rayonnement communal de Sassenage (Isère)
- Conservatoire à rayonnement communal de Seyssinet-Pariset (Isère)
- Conservatoire à rayonnement communal de Vienne (Isère)
- Conservatoire à rayonnement communal de Villefontaine (Isère)
- Conservatoire à rayonnement communal de Voiron (Isère)
- Conservatoire à rayonnement communal de Voreppe (Isère)
- Conservatoire à rayonnement communal d'Andrézieux-Bouthéon (Loire)
- Conservatoire à rayonnement communal de Rive-de-Gier (Loire)
- Conservatoire à rayonnement communal de Cournon-d'Auvergne (Puy-de-Dôme)
- Conservatoire à rayonnement communal de Chassieu (Rhône)
- Conservatoire à rayonnement communal de Givors (Rhône)
- Conservatoire à rayonnement communal de Meyzieu (Rhône)
- Conservatoire à rayonnement communal de Pierre-Bénite (Rhône)
- Conservatoire à rayonnement communal de Sainte-Foy-les-Lyon (Rhône)
- Conservatoire à rayonnement communal de Saint-Fons (Rhône)
- Conservatoire à rayonnement communal de Saint-Priest (Rhône)
- Conservatoire à rayonnement communal de Vaulx-en-Velin (Rhône)
- Conservatoire à rayonnement communal de Villefranche-sur-Saône (Rhône)
- Conservatoire à rayonnement communal d'Aix-les-Bains (Savoie)
- Conservatoire à rayonnement communal d'Albertville (Savoie)
- Conservatoire à rayonnement communal de Saint-Jean-de-Maurienne (Savoie)

### Bourgogne-Franche-Comté
- Conservatoire à rayonnement régional de Dijon (Côte-d'Or) (Conservatoire Jean-Philippe-Rameau)
- Conservatoire à rayonnement régional de Besançon (Doubs)
- Conservatoire à rayonnement régional de Chalon-sur-Saône (Saône-et-Loire) (Conservatoire à rayonnement régional du Grand Chalon)
- Conservatoire à rayonnement départemental de Montbéliard (Doubs)
- Conservatoire à rayonnement départemental de Dole (Jura)
- Conservatoire à rayonnement départemental de Nevers (Nièvre)
- Conservatoire à rayonnement départemental de Mâcon (Saône-et-Loire)
- Conservatoire à rayonnement départemental d'Auxerre (Yonne)
- Conservatoire à rayonnement départemental de Belfort (Territoire de Belfort)
- Conservatoire à rayonnement intercommunal de la Haute-Saône (Haute-Saône)
- Conservatoire à rayonnement communal de Beaune (Côte-d'Or)
- Conservatoire à rayonnement communal de Chenôve (Côte-d'Or)
- Conservatoire à rayonnement communal de Montbard (Côte-d'Or)
- Conservatoire à rayonnement communal de Pontarlier (Doubs)
- Conservatoire à rayonnement communal de Lons-le-Saunier (Jura)
- Conservatoire à rayonnement communal de Saint-Claude (Jura)
- Conservatoire à rayonnement communal de Vesoul (Haute-Saône)
- Conservatoire à rayonnement communal d'Autun (Saône-et-Loire)
- Conservatoire à rayonnement communal de Le Creusot (Saône-et-Loire)
- Conservatoire à rayonnement communal de Montceau-les-Mines (Saône-et-Loire)
- Conservatoire à rayonnement communal d'Avallon (Yonne)
- Conservatoire à rayonnement communal de Tonnerre (Yonne)

### Bretagne
- Conservatoire à rayonnement régional de Brest métropole (Finistère)
- Conservatoire à rayonnement régional de Rennes (Ille-et-Vilaine) (Conservatoire de Rennes)
- Conservatoire à rayonnement départemental de Saint-Brieuc (Côtes-d'Armor)
- Conservatoire à rayonnement départemental de Quimper (Finistère)
- Conservatoire à rayonnement départemental de Lorient (Morbihan)
- Conservatoire à rayonnement départemental de Pontivy (Morbihan)
- Conservatoire à rayonnement départemental de Sarzeau (Morbihan)
- Conservatoire à rayonnement départemental de Vannes (Morbihan)
- Conservatoire à rayonnement intercommunal de Redon (Ille-et-Vilaine)
- Conservatoire à rayonnement communal de Dinan (Côtes-d'Armor)
- Conservatoire à rayonnement communal de Lamballe (Côtes-d'Armor)
- Conservatoire à rayonnement communal de Lannion (Côtes-d'Armor)
- Conservatoire à rayonnement communal de Quimperlé (Finistère)
- Conservatoire à rayonnement communal de Chantepie (Ille-et-Vilaine)
- Conservatoire à rayonnement communal de Chartres-de-Bretagne (Ille-et-Vilaine)
- Conservatoire à rayonnement communal de Fougères (Ille-et-Vilaine)
- Conservatoire à rayonnement communal de L'Hermitage (Ille-et-Vilaine)
- Conservatoire à rayonnement communal de Montauban-de-Bretagne (Ille-et-Vilaine)
- Conservatoire à rayonnement communal du Rheu (Ille-et-Vilaine)
- Conservatoire à rayonnement communal de Saint-Malo (Ille-et-Vilaine)
- Conservatoire à rayonnement communal de Vitré (Ille-et-Vilaine)
- Conservatoire à rayonnement communal de Lanester (Morbihan)

### Centre-Val de Loire
- Conservatoire à rayonnement régional de Tours (Indre-et-Loire) (Conservatoire Francis-Poulenc de Tours)
- Conservatoire à rayonnement départemental de Bourges (Cher)
- Conservatoire à rayonnement départemental de Chartres (Eure-et-Loir)
- Conservatoire à rayonnement départemental de Châteauroux (Indre)
- Conservatoire à rayonnement départemental de Blois (Loir-et-Cher)
- Conservatoire à rayonnement départemental d'Orléans (Loiret)
- Conservatoire à rayonnement communal de Vierzon (Cher)
- Conservatoire à rayonnement communal de Dreux (Eure-et-Loir)
- Conservatoire à rayonnement communal de Lucé (Eure-et-Loir)
- Conservatoire à rayonnement communal de Chinon (Indre-et-Loire)
- Conservatoire à rayonnement communal de Fleury-les-Aubrais (Loiret)
- Conservatoire à rayonnement communal de Joué-lès-Tours (Indre-et-Loire)
- Conservatoire à rayonnement communal de Montargis (Loiret)
- Conservatoire à rayonnement communal d'Olivet (Loiret)
- Conservatoire à rayonnement communal de Saint-Jean-de-la-Ruelle (Loiret)

### Corse
- Conservatoire à rayonnement départemental d'Ajaccio
- Conservatoire à rayonnement départemental de Bastia

### DROM-COM
- Conservatoire à rayonnement régional de Saint-Denis de La Réunion (La Réunion) (Conservatoire à rayonnement régional de musique, danse et art dramatique région Réunion)
- Conservatoire à rayonnement départemental de Nouméa (Nouvelle-Calédonie)
- Conservatoire artistique de Polynésie française à Papeete (Polynésie française)
- Conservatoire à rayonnement départemental de Cayenne (Guyane)
- Conservatoire à rayonnement communal de Schœlcher (Martinique)
- Conservatoire à rayonnement communal de Kourou (Guyane)

### Grand Est
- Conservatoire à rayonnement régional de Reims (Marne) (Conservatoire à rayonnement régional musique, danse, théâtre de la ville de Reims)
- Conservatoire à rayonnement régional de Nancy (Meurthe-et-Moselle) (Conservatoire régional du Grand Nancy)
- Conservatoire à rayonnement régional de Metz (Moselle) (Conservatoire à rayonnement régional Gabriel-Pierné - Metz métropole)
- Conservatoire à rayonnement régional de Strasbourg (Bas-Rhin) (HEAR - Haute Ecole des Arts du Rhin)
- Conservatoire à rayonnement départemental de Charleville-Mézières (Ardennes)
- Conservatoire à rayonnement départemental de Troyes (Aube)
- Conservatoire à rayonnement départemental de Colmar (Haut-Rhin)
- Conservatoire à rayonnement départemental de Mulhouse (Haut-Rhin)
- Conservatoire à rayonnement départemental d'Épinal (Vosges)
- Conservatoire à rayonnement communal de Bar-sur-Aube (Aube)
- Conservatoire à rayonnement communal de Romilly-sur-Seine (Aube)
- Conservatoire à rayonnement communal de Sainte-Savine (Aube)
- Conservatoire à rayonnement communal de Châlons-en-Champagne (Marne)
- Conservatoire à rayonnement communal de Chaumont (Haute-Marne)
- Conservatoire à rayonnement communal de Saint-Dizier (Haute-Marne)
- Conservatoire à rayonnement communal de Bar-le-Duc (Meuse)
- Conservatoire à rayonnement communal de Commercy (Meuse)
- Conservatoire à rayonnement communal d'Amneville (Moselle)
- Conservatoire à rayonnement communal de Forbach (Moselle)
- Conservatoire à rayonnement communal de Freyming-Merlebach (Moselle)
- Conservatoire à rayonnement communal de Metz (Moselle)
- Conservatoire à rayonnement communal de Sarrebourg (Moselle)
- Conservatoire à rayonnement communal de Sarreguemines (Moselle)
- Conservatoire à rayonnement communal de Thionville (Moselle)
- Conservatoire à rayonnement communal d'Obernai (Bas-Rhin)
- Conservatoire à rayonnement communal de Saint-Louis (Haut-Rhin)

### Hauts-de-France
- Conservatoire à rayonnement régional de Lille (Nord) (Conservatoire de Lille)
- Conservatoire à rayonnement régional de Douai (Nord) (Conservatoire de Douai)
- Conservatoire à rayonnement régional d'Amiens (Somme) (Conservatoire à rayonnement régional d'Amiens métropole)
- Conservatoire à rayonnement départemental de Saint-Quentin (Aisne)
- Conservatoire à rayonnement départemental de Cambrai (Nord)
- Conservatoire à rayonnement départemental de Roubaix (Nord)
- Conservatoire à rayonnement départemental de Tourcoing (Nord)
- Conservatoire à rayonnement départemental de Valenciennes (Nord)
- Conservatoire à rayonnement départemental de Beauvais (Oise)
- Conservatoire à rayonnement départemental d'Arras (Pas-de-Calais)
- Conservatoire à rayonnement départemental de Boulogne-sur-Mer (Pas-de-Calais)
- Conservatoire à rayonnement départemental de Calais (Pas-de-Calais)
- Conservatoire à rayonnement départemental de Saint-Omer (Pas-de-Calais)
- Conservatoire à rayonnement intercommunal de la communauté de communes du Territoire Nord Picardie (Somme)
- Conservatoire à rayonnement intercommunal de la communauté d'agglomération de la Baie de Somme à Abbeville (Somme)
- Conservatoire à rayonnement communal de Laon (Aisne)
- Conservatoire à rayonnement communal de Soissons (Aisne)
- Conservatoire à rayonnement communal de Croix (Nord)
- Conservatoire à rayonnement communal de Dunkerque (Nord)
- Conservatoire à rayonnement communal de Loos (Nord)
- Conservatoire à rayonnement communal de La Madeleine (Nord)
- Conservatoire à rayonnement communal de Marcq-en-Barœul (Nord)
- Conservatoire à rayonnement communal de Marquette-lez-Lille (Nord)
- Conservatoire à rayonnement communal de Maubeuge (Nord)
- Conservatoire à rayonnement communal de Mons-en-Barœul (Nord)
- Conservatoire à rayonnement communal de Wasquehal (Nord)
- Conservatoire à rayonnement communal de Wattrelos (Nord)
- Conservatoire à rayonnement communal de Creil (Oise)
- Conservatoire à rayonnement communal de Noyon (Oise)
- Conservatoire à rayonnement communal de Lens (Pas-de-Calais)

### Île-de-France

#### Paris(75)
- Conservatoire à rayonnement régional de Paris
- Conservatoire à rayonnement communal de Paris Centre (1er, 2e, 3e et 4e arrondissements) (Conservatoire Wolfgang Amadeus Mozart)
- Conservatoire à rayonnement communal du 5e arrondissement de Paris (Conservatoire Gabriel Fauré)
- Conservatoire à rayonnement communal du 6e arrondissement de Paris (Conservatoire Jean-Philippe Rameau)
- Conservatoire à rayonnement communal du 7e arrondissement de Paris (Conservatoire Erik Satie)
- Conservatoire à rayonnement communal du 8e arrondissement de Paris (Conservatoire Camille Saint-Saëns)
- Conservatoire à rayonnement communal du 9e arrondissement de Paris (Conservatoire Nadia et Lili Boulanger)
- Conservatoire à rayonnement communal du 10e arrondissement de Paris (Conservatoire Hector Berlioz)
- Conservatoire à rayonnement communal du 11e arrondissement de Paris (Conservatoire Charles Munch)
- Conservatoire à rayonnement communal du 12e arrondissement de Paris (Conservatoire Paul Dukas)
- Conservatoire à rayonnement communal du 13e arrondissement de Paris (Conservatoire Maurice Ravel)
- Conservatoire à rayonnement communal du 14e arrondissement de Paris (Conservatoire Darius Milhaud)
- Conservatoire à rayonnement communal du 15e arrondissement de Paris (Conservatoire Frédéric Chopin)
- Conservatoire à rayonnement communal du 16e arrondissement de Paris (Conservatoire Francis Poulenc)
- Conservatoire à rayonnement communal du 17e arrondissement de Paris (Conservatoire Claude Debussy)
- Conservatoire à rayonnement communal du 18e arrondissement de Paris (Conservatoire Gustave Charpentier)
- Conservatoire à rayonnement communal du 19e arrondissement de Paris (Conservatoire Jacques Ibert)
- Conservatoire à rayonnement communal du 20e arrondissement de Paris (Conservatoire Georges Bizet)

#### Seine-et-Marne(77)
- Conservatoire à rayonnement départemental du Val Maubuée
- Conservatoire à rayonnement intercommunal de Torcy
- Conservatoire à rayonnement communal de Bussy-Saint-Georges
- Conservatoire à rayonnement communal de Chelles
- Conservatoire à rayonnement communal de Combs-la-Ville
- Conservatoire à rayonnement communal de Fontainebleau
- Conservatoire à rayonnement communal de Lagny-sur-Marne
- Conservatoire à rayonnement communal de Meaux
- Conservatoire à rayonnement communal de Melun
- Conservatoire à rayonnement communal de Mitry-Mory
- Conservatoire à rayonnement communal d'Ozoir-la-Ferrière
- Conservatoire à rayonnement communal de Pontault-Combault
- Conservatoire à rayonnement communal de Roissy-en-Brie
- Conservatoire à rayonnement communal de Savigny-le-Temple
- Conservatoire à rayonnement communal de Vaires-sur-Marne
- Conservatoire à rayonnement communal de Vaux-le-Pénil

#### Yvelines(78)
- Conservatoire à rayonnement régional de Versailles (Conservatoire de Versailles)
- Conservatoire à rayonnement départemental de Mantes-la-Jolie (Conservatoire de Mantes)
- Conservatoire à rayonnement départemental de Saint-Germain-en-Laye (Conservatoire Claude-Debussy)
- Conservatoire à rayonnement communal d'Achères
- Conservatoire à rayonnement communal d'Aubergenville
- Conservatoire à rayonnement communal de Beynes
- Conservatoire à rayonnement communal de Carrières-sur-Seine
- Conservatoire à rayonnement communal de Chatou
- Conservatoire à rayonnement communal de Conflans-Sainte-Honorine
- Conservatoire à rayonnement communal de Houilles
- Conservatoire à rayonnement communal de Limay
- Conservatoire à rayonnement communal de Marly-le-Roi
- Conservatoire à rayonnement communal de Montigny-le-Bretonneux
- Conservatoire à rayonnement communal des Mureaux
- Conservatoire à rayonnement communal de Plaisir
- Conservatoire à rayonnement communal de Poissy
- Conservatoire à rayonnement communal de Rambouillet
- Conservatoire à rayonnement communal de Saint-Arnoult-en-Yvelines
- Conservatoire à rayonnement communal de Sartrouville
- Conservatoire à rayonnement communal de Trappes
- Conservatoire à rayonnement communal du Vésinet
- Conservatoire à rayonnement communal de Viroflay
- Conservatoire municipal de musique et d'art de Maisons-Laffitte  (Conservatoire Rostropovitch)
- Conservatoire municipal de musique et d'art dramatique de Maurepas
- Conservatoire de musique et de danse de Saint-Nom-la-Bretèche

#### Essonne(91)
- Conservatoire à rayonnement départemental de Bondoufle
- Conservatoire à rayonnement départemental d'Évry
- Conservatoire à rayonnement départemental d'Orsay
- Conservatoire à rayonnement départemental de Ris-Orangis
- Conservatoire à rayonnement départemental de Villabé
- Conservatoire à rayonnement départemental de Yerres
- Conservatoire à rayonnement communal d'Arpajon
- Conservatoire à rayonnement communal d'Athis-Mons
- Conservatoire à rayonnement communal de Ballancourt-sur-Essonne
- Conservatoire à rayonnement communal de Breuillet
- Conservatoire à rayonnement communal de Chilly-Mazarin
- Conservatoire à rayonnement communal de Corbeil-Essonnes
- Conservatoire à rayonnement communal de Dourdan
- Conservatoire à rayonnement communal de Draveil
- Conservatoire à rayonnement communal d'Étampes
- Conservatoire à rayonnement communal d'Étréchy
- Conservatoire à rayonnement communal de Fleury-Mérogis
- Conservatoire à rayonnement communal de Grigny
- Conservatoire à rayonnement communal de Juvisy-sur-Orge
- Conservatoire à rayonnement communal de Longjumeau
- Conservatoire à rayonnement communal de Massy
- Conservatoire à rayonnement communal de Mennecy
- Conservatoire à rayonnement communal de Milly-la-Forêt
- Conservatoire à rayonnement communal de Montgeron
- Conservatoire à rayonnement communal de Morsang-sur-Orge
- Conservatoire à rayonnement communal de Palaiseau
- Conservatoire à rayonnement communal de Saint-Michel-sur-Orge
- Conservatoire à rayonnement communal de Sainte-Geneviève-des-Bois
- Conservatoire à rayonnement communal de Savigny-sur-Orge
- Conservatoire à rayonnement communal de Verrières-le-Buisson
- Conservatoire à rayonnement communal de Vigneux-sur-Seine
- Conservatoire à rayonnement communal de Villebon-sur-Yvette
- Conservatoire à rayonnement communal de Villemoisson-sur-Orge
- Conservatoire à rayonnement communal de Viry-Châtillon

#### Hauts-de-Seine(92)
- Conservatoire à rayonnement régional de Boulogne-Billancourt (Conservatoire à rayonnement régional Centre Georges-Gorse Boulogne-Billancourt)
- Conservatoire à rayonnement régional de Rueil-Malmaison
- Conservatoire à rayonnement départemental de Bourg-la-Reine
- Conservatoire à rayonnement départemental de Clamart
- Conservatoire à rayonnement départemental de Gennevilliers
- Conservatoire à rayonnement départemental d'Issy-les-Moulineaux
- Conservatoire à rayonnement départemental de Meudon (Conservatoire Marcel-Dupré)
- Conservatoire à rayonnement départemental de Ville-d'Avray
- Conservatoire à rayonnement communal d'Antony
- Conservatoire à rayonnement communal de Bagneux
- Conservatoire à rayonnement communal de Châtenay-Malabry
- Conservatoire à rayonnement communal de Châtillon
- Conservatoire à rayonnement communal de Courbevoie
- Conservatoire à rayonnement communal de Clichy
- Conservatoire à rayonnement communal de Fontenay-aux-Roses
- Conservatoire à rayonnement communal de Garches
- Conservatoire à rayonnement communal Maurice-Ravel de Levallois-Perret
- Conservatoire à rayonnement communal de Nanterre
- Conservatoire à rayonnement communal de Puteaux
- Conservatoire à rayonnement communal de Sèvres
- Conservatoire à rayonnement communal de Suresnes

#### Seine-Saint-Denis(93)
- Conservatoire à rayonnement régional d'Aubervilliers (Conservatoire à rayonnement régional d'Aubervilliers - La Courneuve)
- Conservatoire à rayonnement départemental d'Aulnay-sous-Bois
- Conservatoire à rayonnement départemental du Blanc-Mesnil
- Conservatoire à rayonnement départemental de Bobigny
- Conservatoire à rayonnement départemental de Montreuil-sous-Bois
- Conservatoire à rayonnement départemental de Pantin
- Conservatoire à rayonnement départemental du Raincy
- Conservatoire à rayonnement départemental de Romainville
- Conservatoire à rayonnement communal de Bagnolet
- Conservatoire à rayonnement communal de Bondy
- Conservatoire à rayonnement communal du Bourget
- Conservatoire à rayonnement communal de Clichy-sous-Bois
- Conservatoire à rayonnement communal de Drancy
- Conservatoire à rayonnement communal de Gagny
- Conservatoire à rayonnement communal des Lilas
- Conservatoire à rayonnement communal de Livry-Gargan
- Conservatoire à rayonnement communal de Noisy-le-Grand
- Conservatoire à rayonnement communal de Noisy-le-Sec
- Conservatoire à rayonnement communal de Pavillons-sous-Bois
- Conservatoire à rayonnement communal de Pierrefitte-sur-Seine
- Conservatoire à rayonnement communal de Rosny-sous-Bois
- Conservatoire à rayonnement communal de Saint-Denis
- Conservatoire à rayonnement communal de Saint-Ouen
- Conservatoire à rayonnement communal de Sevran
- Conservatoire à rayonnement communal de Tremblay-en-France - L'Odéon
- Conservatoire à rayonnement communal de Villemomble
- Conservatoire à rayonnement communal de Villepinte

#### Val-de-Marne(94)
- Conservatoire à rayonnement régional de Créteil (Conservatoire à rayonnement régional Marcel Dadi de Créteil)
- Conservatoire à rayonnement régional de Saint-Maur-des-Fossés
- Conservatoire à rayonnement départemental de Cachan
- Conservatoire à rayonnement départemental de Fresnes
- Conservatoire à rayonnement départemental de L'Haÿ-les-Roses
- Conservatoire à rayonnement intercommunal du Val de Bièvre au Kremlin-Bicêtre
- Conservatoire à rayonnement communal d'Alfortville
- Conservatoire à rayonnement communal d'Arcueil
- Conservatoire à rayonnement communal de Bry-sur-Marne
- Conservatoire à rayonnement communal de Champigny-sur-Marne
- Conservatoire à rayonnement communal de Chennevières-sur-Marne
- Conservatoire à rayonnement communal de Choisy-le-Roi
- Conservatoire à rayonnement communal de Fontenay-sous-Bois
- Conservatoire à rayonnement communal de Gentilly
- Conservatoire à rayonnement communal d'Ivry-sur-Seine
- Conservatoire à rayonnement communal de Limeil-Brévannes
- Conservatoire à rayonnement communal de Maisons-Alfort
- Conservatoire à rayonnement communal de Sucy-en-Brie
- Conservatoire à rayonnement communal de Thiais
- Conservatoire à rayonnement communal de Villejuif
- Conservatoire à rayonnement communal de Villeneuve-le-Roi
- Conservatoire à rayonnement communal de Villiers-sur-Marne
- Conservatoire à rayonnement communal de Vincennes
- Conservatoire à rayonnement communal de Vitry-sur-Seine

#### Val-d'Oise(95)
- Conservatoire à rayonnement régional de Cergy-Pontoise
- Conservatoire à rayonnement départemental d'Argenteuil
- Conservatoire à rayonnement communal d'Eaubonne
- Conservatoire à rayonnement communal de Franconville
- Conservatoire à rayonnement communal de Garges-les-Gonesse
- Conservatoire à rayonnement communal d'Herblay
- Conservatoire à rayonnement communal de Montmorency
- Conservatoire à rayonnement communal de Persan
- Conservatoire à rayonnement communal de Roissy-en-France
- Conservatoire à rayonnement communal de Sarcelles
- Conservatoire à rayonnement communal de Taverny
- Conservatoire à rayonnement intercommunal de Vigny, Marines et Magny-en-Vexin

### Normandie
- Conservatoire à rayonnement régional de Caen (Calvados) (Conservatoire de Caen musique - danse - théâtre)
- Conservatoire à rayonnement régional de Rouen (Seine-Maritime)
- Conservatoire à rayonnement départemental de Lisieux (Calvados)
- Conservatoire à rayonnement départemental d'Évreux (Eure)
- Conservatoire à rayonnement départemental d'Alençon (Orne)
- Conservatoire à rayonnement départemental Caux Seine Agglo[1] (Seine-Maritime)
- Conservatoire à rayonnement départemental du Havre (Seine-Maritime) (Conservatoire Arthur Honegger)
- Conservatoire à rayonnement départemental de Dieppe (Seine-Maritime)
- Conservatoire à rayonnement départemental de Grand-Couronne (Seine-Maritime)
- Conservatoire à rayonnement communal d'Hérouville-Saint-Clair (Calvados)
- Conservatoire à rayonnement communal du SIVOM des Trois Vallées à Colombelles, Cormelles-le-Royal, Cuverville, Giberville et Mondeville (Calvados)
- Conservatoire à rayonnement communal de Vire (Calvados)
- Conservatoire à rayonnement intercommunal de Bernay (Eure) (Conservatoire Intercom Bernay Terres de Normandie)
- Conservatoire à rayonnement intercommunal Seine Normandie agglomération (Eure)
- Conservatoire à rayonnement communal de Pont-Audemer (Eure)
- Conservatoire à rayonnement communal de Cherbourg-en-Cotentin (Manche)
- Conservatoire à rayonnement communal de Saint-Lô (Manche)
- Conservatoire à rayonnement communal d'Argentan (Orne)
- Conservatoire à rayonnement intercommunal de la Communauté de Communes de la Côte d'Albâtre (Seine-Maritime)
- Conservatoire à rayonnement communal de Fécamp (Seine-Maritime)
- Conservatoire à rayonnement communal de Saint-Étienne-du-Rouvray (Seine-Maritime)
- Conservatoire à rayonnement communal de Sotteville-lès-Rouen (Seine-Maritime)
- Conservatoire à rayonnement communal du Trait (Seine-Maritime)
- Conservatoire à rayonnement communal d'Yvetot (Seine-Maritime)

### Nouvelle-Aquitaine
- Conservatoire à rayonnement régional de Bordeaux (Gironde) (Conservatoire de Bordeaux Jacques-Thibaud)
- Conservatoire à rayonnement régional de Bayonne (Pyrénées-Atlantiques) (Conservatoire Maurice-Ravel)
- Conservatoire à rayonnement régional de Poitiers (Vienne) (Conservatoire de Poitiers)
- Conservatoire à rayonnement régional de Limoges (Haute-Vienne) (Conservatoire de Limoges)
- Conservatoire à rayonnement régional Pau-Béarn-Pyrénées (Pyrénées-Atlantiques)
- Conservatoire à rayonnement départemental d'Angoulême (Charente)
- Conservatoire à rayonnement départemental de La Rochelle (Charente-Maritime)
- Conservatoire à rayonnement départemental de Brive-la-Gaillarde (Corrèze)
- Conservatoire à rayonnement départemental de Tulle (Corrèze)
- Conservatoire à rayonnement départemental de Creuse (Creuse)
- Conservatoire à rayonnement départemental de Périgueux (Dordogne)
- Conservatoire à rayonnement départemental de Mont-de-Marsan (Landes)
- Conservatoire à rayonnement départemental d'Agen (Lot-et-Garonne)
- Conservatoire à rayonnement départemental de Niort (Deux-Sèvres)
- Conservatoire à rayonnement départemental de Châtellerault (Vienne)
- Conservatoire à rayonnement communal de Cognac (Charente)
- Conservatoire à rayonnement communal de Saintes (Charente-Maritime)
- Conservatoire à rayonnement communal de Périgueux (Dordogne)
- Conservatoire à rayonnement communal de La Teste-de-Buch (Gironde)
- Conservatoire à rayonnement communal de Gujan-Mestras (Gironde)
- Conservatoire à rayonnement communal de Dax (Landes)
- Conservatoire à rayonnement communal de Marmande (Lot-et-Garonne)
- Conservatoire à rayonnement communal de Bressuire (Deux-Sèvres)
- Conservatoire à rayonnement communal de Thouars (Deux-Sèvres)
- Conservatoire à rayonnement communal de Lencloître (Vienne)
- Conservatoire à rayonnement communal de Feytiat (Haute-Vienne)
- Conservatoire à rayonnement communal de Panazol (Haute-Vienne)

### Occitanie
- Conservatoire à rayonnement régional de Toulouse (Haute-Garonne) (Conservatoire à rayonnement régional musique danse théâtre Toulouse)
- Conservatoire à rayonnement régional de Montpellier (Hérault) (Conservatoire à rayonnement régional de Montpellier agglomération)
- Conservatoire à rayonnement régional de Perpignan (Pyrénées-Orientales) (Conservatoire à rayonnement régional de musique, de danse et d'art dramatique Perpignan Méditerranée)
- Conservatoire à rayonnement départemental de Carcassonne (Aude) (La Fabrique des arts de Carcassonne Agglo)
- Conservatoire à rayonnement départemental de Narbonne (Aude) (Conservatoire à rayonnement départemental du Grand Narbonne)
- Conservatoire à rayonnement départemental de l'Aveyron à Rodez (Aveyron)
- Conservatoire à rayonnement départemental de Nîmes (Gard)
- Conservatoire à rayonnement départemental de Béziers (Hérault) (L'Avant-scène) (Conservatoire de l'Agglo Béziers Méditerranée)
- Conservatoire à rayonnement départemental de Tarbes (Hautes-Pyrénées)
- Conservatoire à rayonnement départemental de Castres (Tarn)
- Conservatoire à rayonnement départemental de Montauban (Tarn-et-Garonne)
- Conservatoire à rayonnement intercommunal d'Alès Agglomération (Gard) (Conservatoire Maurice André)
- Conservatoire à rayonnement communal de Pamiers (Ariège)
- Conservatoire à rayonnement communal de Lézignan-Corbières (Aude)
- Conservatoire à rayonnement communal de Bagnols-sur-Cèze (Gard)
- Conservatoire à rayonnement communal de Beaucaire (Gard)
- Conservatoire à rayonnement intercommunal de la Communauté de communes Cœur et Coteaux du Comminges (Haute-Garonne)
- Conservatoire à rayonnement communal de Blagnac (Haute-Garonne)
- Conservatoire à rayonnement communal de Colomiers (Haute-Garonne)
- Conservatoire à rayonnement communal de Cugnaux (Haute-Garonne)
- Conservatoire à rayonnement communal de La Grande-Motte (Hérault)
- Conservatoire à rayonnement communal de Sète (Hérault)
- Conservatoire à rayonnement communal de Cahors (Lot)
- Conservatoire à rayonnement intercommunal de Lozère à Mende (Lozère)

### Pays de la Loire
- Conservatoire à rayonnement régional de Nantes (Loire-Atlantique) (Conservatoire de Nantes)
- Conservatoire à rayonnement régional d'Angers (Maine-et-Loire)
- Conservatoire à rayonnement départemental de Saint-Nazaire (Loire-Atlantique)
- Conservatoire à rayonnement départemental de Cholet (Maine-et-Loire)
- Conservatoire à rayonnement départemental de Laval (Mayenne)
- Conservatoire à rayonnement départemental du Mans (Sarthe)
- Conservatoire à rayonnement départemental de La Roche-sur-Yon (Vendée)
- Conservatoire à rayonnement communal de Châteaubriant (Loire-Atlantique)
- Conservatoire à rayonnement communal de Guérande (Loire-Atlantique)
- Conservatoire à rayonnement communal de Rezé (Loire-Atlantique)
- Conservatoire à rayonnement communal de Saint-Herblain (Loire-Atlantique)
- Conservatoire à rayonnement communal de Château-Gontier (Mayenne)
- Conservatoire à rayonnement communal d'Évron (Mayenne)
- Conservatoire à rayonnement communal de Mayenne (Mayenne)
- Conservatoire à rayonnement communal de Sablé-sur-Sarthe (Sarthe)
- Conservatoire à rayonnement communal de Challans (Vendée)
- Conservatoire à rayonnement communal de Les Sables-d'Olonne (Vendée)

### Provence-Alpes-Côte d'Azur
- Conservatoire à rayonnement régional de Nice (Alpes-Maritimes) (Conservatoire national à rayonnement régional Pierre-Cochereau)
- Conservatoire à rayonnement régional d'Aix-en-Provence (Bouches-du-Rhône) (Conservatoire national à rayonnement régional Darius Milhaud)
- Conservatoire à rayonnement régional de Marseille (Bouches-du-Rhône) (Conservatoire national à rayonnement régional Pierre-Barbizet)
- Conservatoire à rayonnement régional de Toulon (Var) (Conservatoire national à rayonnement régional Toulon Provence Méditerranée)
- Conservatoire à rayonnement régional d'Avignon (Vaucluse) (Conservatoire à rayonnement régional Olivier-Messiaen, Conservatoire à rayonnement régional du Grand Avignon)
- Conservatoire à rayonnement départemental des Alpes de Haute-Provence (Alpes de Haute-Provence)
- Conservatoire à rayonnement départemental de Gap (Hautes-Alpes)
- Conservatoire à rayonnement départemental de Cannes (Alpes-Maritimes)
- Conservatoire à rayonnement communal de Briançon (Hautes-Alpes)
- Conservatoire à rayonnement communal de Cagnes-sur-Mer (Alpes-Maritimes)
- Conservatoire à rayonnement communal de Grasse (Alpes-Maritimes)
- Conservatoire à rayonnement communal d'Antibes (Alpes-Maritimes)
- Conservatoire à rayonnement communal de Menton (Alpes-Maritimes)
- Conservatoire à rayonnement communal de Valbonne (Alpes-Maritimes)
- Conservatoire à rayonnement communal de Vence (Alpes-Maritimes)
- Conservatoire à rayonnement communal d'Arles (Bouches-du-Rhône)
- Conservatoire à rayonnement communal d'Aubagne (Bouches-du-Rhône)
- Conservatoire à rayonnement communal de La Ciotat (Bouches-du-Rhône)
- Conservatoire à rayonnement communal d'Istres (Bouches-du-Rhône)
- Conservatoire à rayonnement communal de Marignane (Bouches-du-Rhône)
- Conservatoire à rayonnement communal de Martigues (Bouches-du-Rhône)
- Conservatoire à rayonnement communal de Cogolin (Var)
- Conservatoire à rayonnement communal d'Hyères (Var)
- Conservatoire à rayonnement communal de Saint-Raphaël (Var)
- Conservatoire à rayonnement communal de Carpentras (Vaucluse)
- Conservatoire à rayonnement communal de Cavaillon (Vaucluse)
- Conservatoire à rayonnement communal d'Orange (Vaucluse)
- Conservatoire à rayonnement communal de Pertuis (Vaucluse)
- Conservatoire à rayonnement communal de Vaison-la-Romaine (Vaucluse)